# Tadeusz Hołuj

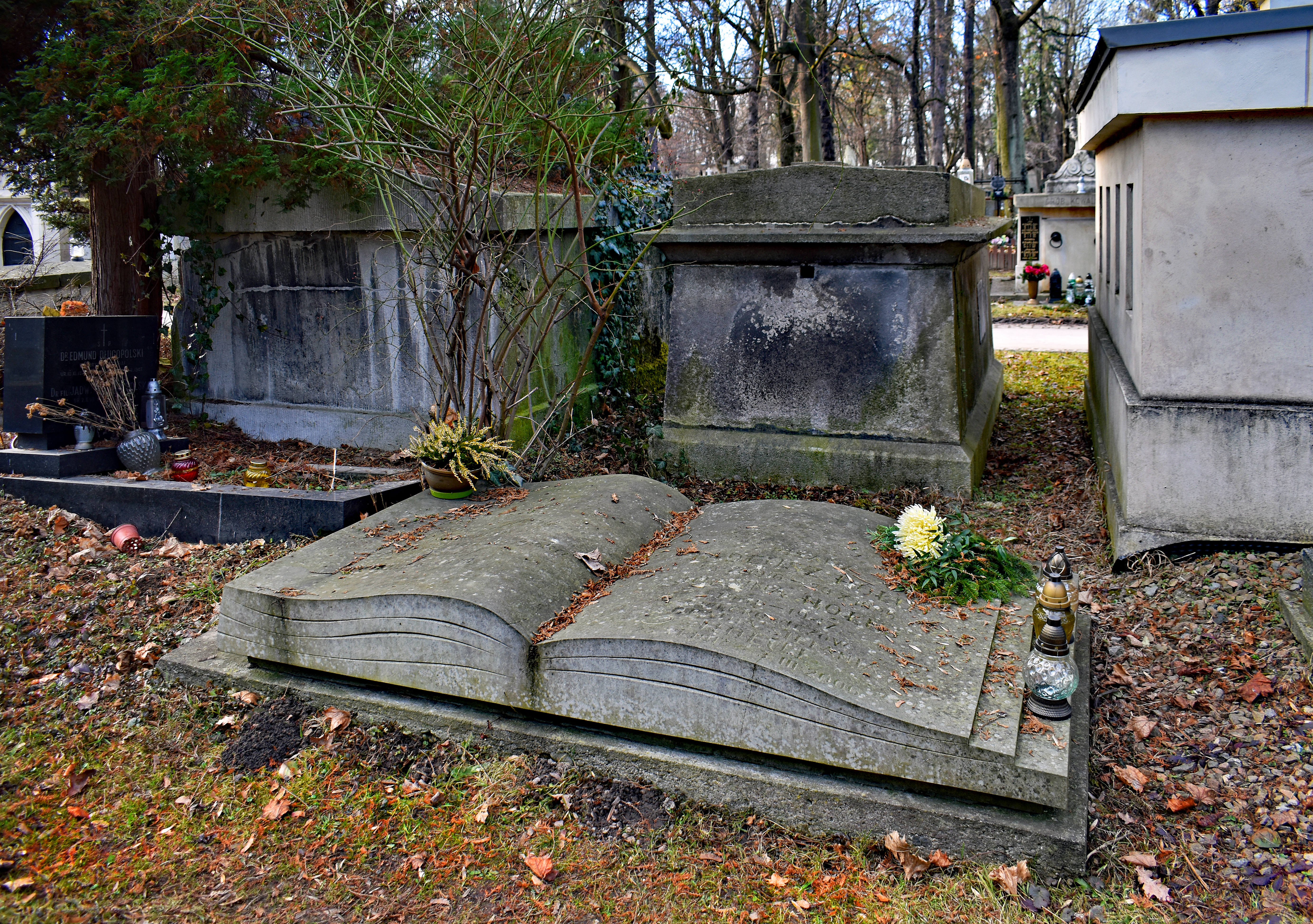
Grób Tadeusz Hołuja na cmentarzu Rakowickim

Tadeusz Hołuj (ur. 23 listopada 1916 w Krakowie, zm. 23 października 1985 tamże) – polski pisarz, publicysta i polityk,  poseł na Sejm PRL VI i VII kadencji.

## Życiorys
Urodził się w rodzinie Józefa i Barbary. Uczęszczał do gimnazjum w Jaśle. Przed II wojną światową był współredaktorem „Naszego Wyrazu”. Studiował prawo i polonistykę na Uniwersytecie Jagiellońskim. Z tego okresu pochodzą jego zbiory poezji: Dziewczyno, Płyniemy naprzód (1938) i Płonące ścieżki (1938).
Wiosną 1939 był spikerem audycji polskich w radiu niemieckim.
W 1939 uczestniczył w wojnie obronnej. W czasie okupacji był członkiem Związku Walki Zbrojnej. W połowie lipca 1942 pod zarzutem wrogiej działalności przeciwko Niemcom został aresztowany i tymczasowo przetrzymywany przy ul. Montelupich w Krakowie. Wysłany transportem samochodowym do obozu koncentracyjnego Auschwitz (nr więźnia 62 937), dokąd przybył 4 września 1942 i gdzie przebywał do października 1944. Był członkiem Komitetu Naczelnego Grupy Bojowej Oświęcim. Przebywał w różnych obozach koncentracyjnych do końca wojny.
Po wojnie był działaczem politycznym i społecznym, członkiem Polskiej Partii Robotniczej (od 24 maja 1945), następnie Polskiej Zjednoczonej Partii Robotniczej. Zasiadał w plenum Komitetu Wojewódzkiego PZPR w Krakowie. Był posłem na Sejm PRL VI i VII kadencji. Od 1957 do 1967 pełnił funkcję sekretarza generalnego Międzynarodowego Komitetu Oświęcimskiego. Współzałożyciel krakowskiego lewicowego klubu Kuźnica. Zasiadał w radzie naczelnej Związku Bojowników o Wolność i Demokrację oraz w zarządzie głównym Związku Literatów Polskich.
Pochowany na cmentarzu Rakowickim (kwatera IIIA-wsch-za grobem Kameckich).

## Twórczość
Debiutował tomikami: Dziewczyno, Płyniemy naprzód (1938), Płonące ścieżki (1938). W 1942 napisał konspiracyjny Marsz triumfalny.
Po wojnie tworzył powieści historyczne nawiązujące do początków ruchu rewolucyjno-socjalistycznego, demokratycznego, radykalnego, m.in.: Próba ognia (1946), Królestwo bez ziemi (tom 1–4, 1954–1956), Róża i płonący las (tom 1–2, 1971), Osoba (Wydawnictwo „Śląsk”, Katowice 1974).
Doświadczeniom obozowym poświęcił m.in.: powieść Koniec naszego świata (1958), Drzewo rodzi owoc (1963), Raj (1972), dramat Dom pod Oświęcimiem (wydany i wystawiony w 1948), opowiadania Jutrzenka (1956) i To (1964).
Wszystkie jego utwory objęte były w 1951 zapisem cenzury w Polsce, podlegały natychmiastowemu wycofaniu z bibliotek.

## Ordery i odznaczenia
- Order Sztandaru Pracy I klasy
- Order Sztandaru Pracy II klasy
- Krzyż Kawalerski Orderu Odrodzenia Polski
- Złoty Krzyż Zasługi (12 czerwca 1946)[6][7]
- Krzyż Oświęcimski (1985)[8]
- Medal 40-lecia Polski Ludowej[9]
- Brązowy Medal „Za zasługi dla obronności kraju” (1966)[10]

## Nagrody
- Nagroda m. Krakowa (1958)
- Nagroda Państwowa II stopnia w dziedzinie literatury (1966)[11]
- III nagroda w konkursie Naczelnej Redakcji Programów Artystycznych TV z okazji 25-lecie PRL za widowisko Dwadzieścia pięć (1969)
- Nagroda Komitetu ds. PRiTv za scenariusz widowiska telewizyjnego Rzecz o Ludwiku Waryńskim (1972)
- Nagroda Ministra Kultury i Sztuki I stopnia w dziedzinie literatury (1975)
- Nagroda „Trybuny Ludu” (1976)[12]
- Nagroda im. Ludwika Waryńskiego (1985) za powieść Róża i płonący las (Wydawnictwo Literackie)[13]

## Upamiętnienie
Jedna z ulic na terenie Mysłowic nosiła nazwę Tadeusza Hołuja, zmienioną na Tadeusza Kantora zarządzeniem zastępczym Wojewody Śląskiego nr NPII.4131.4.76.2018 z 10 lipca 2018.